# Camilo Superstar
Camilo superstar es un álbum recopilatorio  de Camilo Sesto, lanzado al mercado en 1997 y logrando los primeros puestos en Latinoamérica y España. Las temas Algo más, El amor de mi vida, Algo de mi, Todo por nada y Vivir así es morir de amor fueron remasterizados y remezclados por el ingeniero Joaquín Torres en Torres Sonido en Madrid en 1997.

## Clasificación y ventas
| País      | Posicionamiento | Certificación |
| --------- | --------------- | ------------- |
| Argentina | —               | Platino       |
| España    | 3               | Platino       |

El álbum ha vendido más de 160.000 copias entre Argentina y España.

## El concepto del álbum
Con más de 25 años de carrera el español lanza en 1997 un recopilatorio con 30 grandes éxitos principalmente entre los años 1997 y 1998. Este recopilatorio no fue simplemente una colección de clásicos, sino que muchos de ellos fueron remasterizados musicalmente, como su gran éxito de 1997: "Vivir así es morir de amor", que, como en sus mejores años, fue escuchada de nuevo, pero con una música puesta al día. Otros éxitos que recoge este álbum son, por ejemplo: "Getsemaní", "¡Ay, ay, Rosseta!", "Callados" y "Buenas noches" (tema con el que Camilo Sesto debutó en televisión).

## Lista de canciones
Todas las canciones compuestas por Camilo Blanes, excepto donde se indica.

### CD 1
| N.º | Título                                    | Compositor(es)                               | Duración |
| --- | ----------------------------------------- | -------------------------------------------- | -------- |
| 1.  | "Vivir así es morir de amor" (versión 97) |                                              | 3:44     |
| 2.  | "Jamás" (version 97)                      |                                              | 3:14     |
| 3.  | "Amor... amar" (version 97)               | Lucía Bosé/Camilo Blanes                     | 3:59     |
| 4.  | "Mi buen amor" (version 97)               |                                              | 3:32     |
| 5.  | "Melina"(version 97)                      |                                              | 2:47     |
| 6.  | "Qué más te da"(version 97)               |                                              | 3:24     |
| 7.  | "Perdóname" (version 97)                  |                                              | 3:53     |
| 8.  | "Has nacido libre" (version 97)           |                                              | 4:32     |
| 9.  | "¿Quieres ser mi amante?" (version 97)    |                                              | 3:38     |
| 10. | "¡Ay, ay, Rosseta!" (version 97)          |                                              | 2:57     |
| 11. | "Si tú te vas"(version 97)                |                                              | 3:20     |
| 12. | "Tarde o temprano" (version 97)           |                                              | 3:30     |
| 13. | "Miénteme" (version 97)                   | Honorio Herrero/Luis G. Escolar/Julio Seijas | 2:37     |
| 14. | "Piel de ángel" (version 97)              |                                              | 3:26     |
| 15. | "Callados" (con Ángela Carrasco)          |                                              | 5:25     |
|     |                                           | Duración:                                    | 53:58    |

### CD 2
| N.º | Título                                  | Compositor(es)                        | Duración |
| --- | --------------------------------------- | ------------------------------------- | -------- |
| 1.  | "El amor de mi vida" (versión 97)       |                                       | 5:37     |
| 2.  | "Algo de mí" (version 97)               |                                       | 4:04     |
| 3.  | "Ayudadme" (version 97)                 |                                       | 3:52     |
| 4.  | "La culpa ha sido mía" (version 97)     |                                       | 3:51     |
| 5.  | "Getsemaní" (version 97)                | Tim Rice/Andrew Lloyd Weber           | 5:33     |
| 6.  | "Algo más" (versión 97)                 |                                       | 3:16     |
| 8.  | "Todo por nada" (version 97)            |                                       | 3:19     |
| 9.  | "Mi mundo, tú" (version 97)             | M. Pérez/J. Losada/R. Girón/C. Blanes | 3:22     |
| 10. | "Devuélveme mi libertad" (version 97)   |                                       | 2:46     |
| 11. | "Amor, no me ignores" (version 97)      |                                       | 3:23     |
| 12. | "Sólo tú"(version 97)                   |                                       | 3:45     |
| 13. | "Fresa salvaje" (version 97)            |                                       | 2:33     |
| 14. | "Con el viento a tu favor" (version 97) |                                       | 3:03     |
| 15. | "Buenas noches" (version 97)            | Johannes Brahms                       | 2:40     |
|     |                                         | Duración:                             | 55:21    |

- Sello: BMG ARIOLA
- CB: 743215332626